# (3540) Protesilaos
(3540) Protesilaos – planetoida z grupy trojańczyków okrążająca Słońce w ciągu 12 lat i 17 dni w średniej odległości 5,25 j.a. Została odkryta 27 października 1973 roku w Obserwatorium Karla Schwarzschilda w Tautenburgu przez Freimuta Börngena. Nazwa planetoidy pochodzi od Protesilaosa, jednego z uczestników wojny trojańskiej. Przed nadaniem nazwy planetoida nosiła oznaczenie tymczasowe (3540) 1973 UF5.